# Codi ATC A14
El  codi ATC A14, descrit com Agents anabòlics per a ús sistèmic, és una subgrup terapèutic de l'Anatomical, Therapeutic, Chemical Classification System (ATC). La classificació ATC és un sistema de codis alfanumèric desenvolupat per l'Organització Mundial de la Salut (OMS) per als fàrmacs i altres productes sanitaris. El subgrup A14 és part del grup anatòmic A Sistema digestiu i metabolisme.

Els codis per a ús veterinari (codis ATCvet) poden han estat creats afegint la lletra Q davant dels codis ATC humans: QA14... 
Les adaptacions estatals de la classificació ATC poden incloure codis addicionals no presents en aquesta llista, que segueix la versió de l'OMS.

## A14A Esteroides anabòlics
- A14AA Derivats de l'androstà
  - A14AA01 Androstanolona
  - A14AA02 Estanozolol
  - A14AA03 Metandienona
  - A14AA04 Metenolona
  - A14AA05 Oximetolona
  - A14AA06 Quinbolona
  - A14AA07 Prasterona
  - A14AA08 Oxandrolona
  - A14AA09 Noretandrolona
- A14AB Derivats de l'estrenà
  - A14AB01 Nandrolona
  - A14AB02 Estilestrenol
  - A14AB03 Cipionat d'oxabolona